# آتلانتیک اوسپری
آتلانتیک اوسپری (به انگلیسی: Atlantic Osprey) یک کشتی است که طول آن ۸۰ متر (۲۶۲ فوت ۶ اینچ) می‌باشد.